# کوهورتس اوربانه
کوهورتس اوربانه (انگلیسی: Cohortes urbanae) به معنای گروه‌های شهری روم باستان توسط آگوستوس برای مقابله با قدرت عظیم گارد پرایتوری در شهر رم ایجاد شد و به عنوان یک سرویس پلیس خدمت کرد. آنها توسط پرفکتوس اربی رهبری می‌شدند.